# Le Grand Rex
Le Grand Rex je kino v Paříži, které se nachází na Boulevardu Poissonnière ve 2. obvodu. Od roku 1981 je stavba chráněna jako historická památka. Se svými 1,25 milionu návštěvníků ročně je největším kinem v Paříži.

## Historie
Na počátku 30. let 20. století filmový producent a vlastník Olympie Jacques Haïk zahájil stavbu kina s několika sály o rozloze 2000 m2 a se stropem více než 30 m vysokým, který představuje hvězdné nebe. Autory návrhu byli architekt Auguste Bluysen a inženýr John Eberson. Jedná se o zmenšenou repliku Radio City Music Hall v New Yorku.
Kino je známé svou vnitřní výzdobou. Velký sál je vyzdoben ve stylu art deco jako vila na francouzské Riviéře. Původně měl mít sál 3300 míst, avšak jejich počet byl snížen o 600. Grand Rex byl otevřen 8. prosince 1932 a měl okamžitý úspěch.
Během okupace Francie bylo kino zabaveno německou armádou jako vojenské kino. V roce 1957 byl v Grand Rex za přítomnosti Garyho Coopera a Mylène Demongeotové zprovozněn eskalátor jako první v evropském kině. Kino s fasádou ve stylu art deco bylo v roce 1981 zařazeno na seznam historických památek.
V roce 1988 disponoval Grand Rex největším promítacím plátnem ve Francii o rozměrech 21×11 m. Na plátně byl poprvé promítán film Magická hlubina Luca Bessona. Dnes je překonáno největší plátnem v Evropě v kině Mégarama ve Villeneuve-la-Garenne (27×13 m).
Grand Rex je využíván rovněž na konání festivalů, koncertů nebo one man show.

## Technické parametry
Kino má celkem sedm promítacích sálů a jeden koncertní (Rex Club). Kinosály mají kapacitu 2702, 500, 262, 210, 155, 125 a 100 míst. Projekce na 35 mm a digitální. Zvuk stereo s Dolby Digital/DTS.